# 阿尔弗雷德·王
阿尔弗雷德·王（芬蘭語：Alfred Wan；1922年—2006年），芬兰空军军官。
王于1922年出生在中国（中华民国）哈尔滨，母亲是在圣彼得堡居住的芬兰人，父亲为中国人。五岁时母亲去世后被带到维堡，由姨娘带大。
王当时还是中国（中华民国）国籍，但他自愿参加了继续战争。他在1941年八、九月份时参与了维堡战役。
在继续战争末期作为第一个中国人被授予了芬兰国籍。但由于战后芬兰政治氛围的缘故他放弃了芬兰国籍并移居至瑞典。然而不久之后他返回芬兰，并重新申请了芬兰国籍。
战争结束后他在军官学院学习，后来在芬兰空军担任军官直至1967年退休。他在1962至1967年间担任空军技术学校的领导。他的军衔为少校。